# Estación de La Felguera Nuevo Langreo/Nuevu Llangréu
La Felguera Nuevo Langreo/Nuevu Llangréu, denominada también en ocasiones La Felguera – Nuevo Langreo-Nuevu Llangréu, y también La Felguera-Langreo Centro, es una estación de ferrocarril situada en La Felguera, en el municipio español de Langreo (Principado de Asturias). Forma parte de la red de vía estrecha operada por Renfe Operadora a través de su división comercial Renfe Cercanías AM. Está integrada dentro del núcleo de Cercanías Asturias como parte de la línea C-5 (antigua F-5) entre Laviana y Gijón.

## La estación
Se trata de una estación de nueva construcción de planta rectangular de carácter sencillo. Dispone de dos plantas, una a nivel de calle en donde se encuentra el acceso a la estación por parte de los viajeros, las máquinas autoventa de billetes, paneles de información, y el puesto de información, así como las puertas de validación de billetes; Y una planta subterránea con un anden central que sirve a dos vías a los laterales del mismo. Para bajar a la planta subterránea o subir a la planta de calle, existen tanto escaleras, como un ascensor.

## Situación ferroviaria
Se encuentra en la línea férrea de ancho métrico que une Gijón con Laviana. El tramo es de vía doble electrificada soterrada.

## Servicios ferroviarios

### Cercanías
Forma parte de la línea C-5 de Cercanías Asturias, conectando por tanto con Gijón. La frecuencia media es de un tren cada 60 minutos.
| procedencia/destino | < estación | Línea | estación >        | destino/procedencia |
| ------------------- | ---------- | ----- | ----------------- | ------------------- |
| Gijón               | Tuilla     |       | Sama-Los Llerones | Laviana             |